# Снедекор, Джордж
Джордж Уоддел Снедекор (англ. George Waddel Snedecor; 20 октября 1881 — 15 февраля 1974) — американский математик и статистик. Был учеником знаменитого статистика Рональда Фишера. Существует мнение, что F-распределение рассчитал именно он и назвал его в честь своего учителя. Работал вместе с Генри Уоллесом.
Снедекор основал первый в США факультет статистики в Государственном Университете Айовы.

## Известные труды
- «Calculation and Interpretation of Analysis of Variance and Covariance» (1934)
- «Statistical Methods» (1937)